# نبرد پولتاوا
نبرد پولتاوا (به روسی: Полтавская битва، به سوئدی: Slaget vid Poltava) بزرگ‌ترین و سرنوشت‌سازترین نبرد در جنگ بزرگ شمالی بود که در ۸ ژوئیه ۱۷۰۹ میلادی، میان سپاه روسیه تزاری به رهبری پتر یکم و امپراتوری سوئد به رهبری کارل دوازدهم رخ نمود و با پیروزی قاطع روسیه پایان گرفت. این نبرد به وضعیت امپراتوری سوئد به عنوان یک قدرت بزرگ اروپایی و همچنین گسترش آن به شرق خاتمه داد و آغاز تسلط روسیه بر اروپای شرقی بود.

## پیش‌زمینه

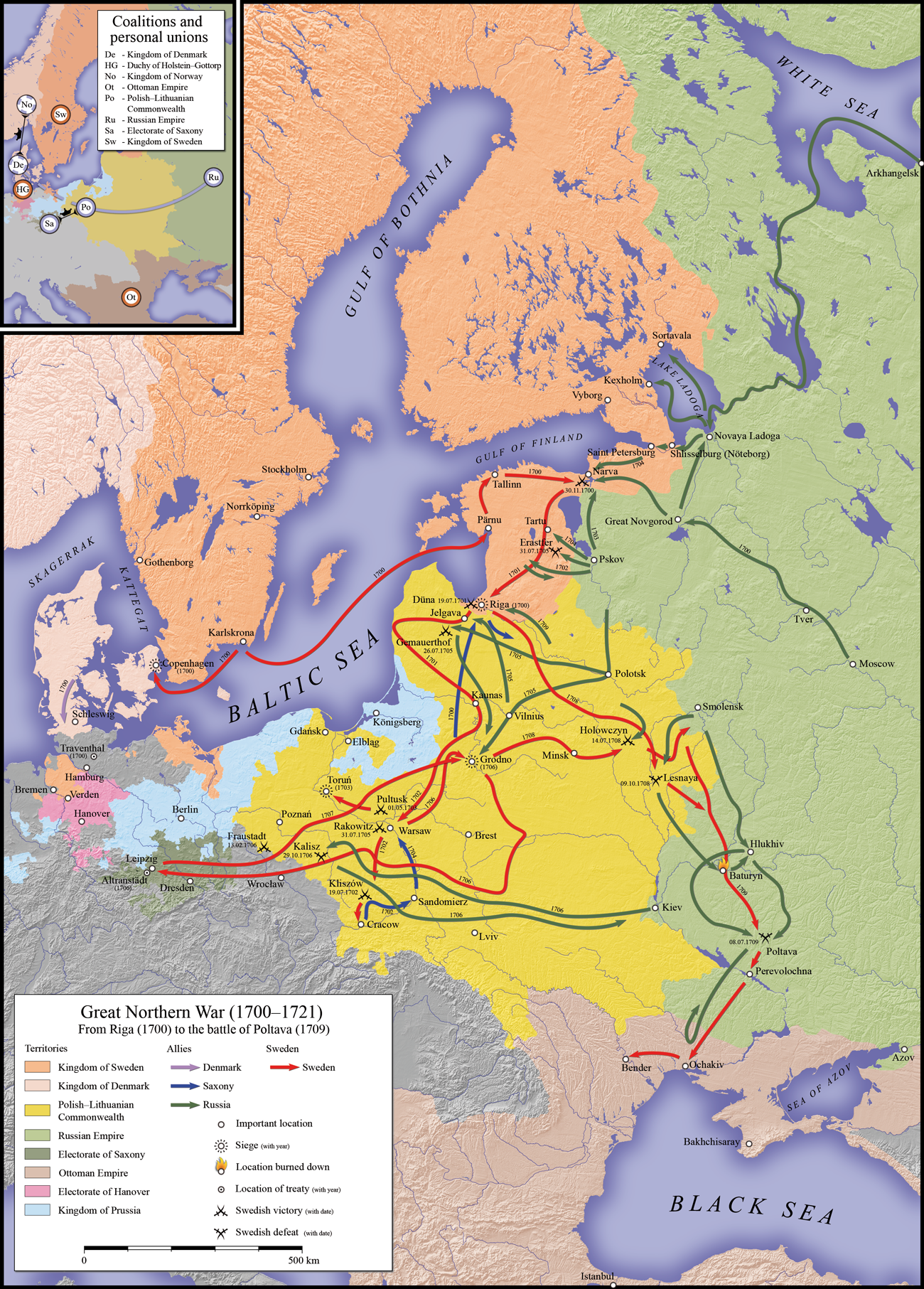
مسیر لشکرکشی‌ها و تهاجم اعضای ائتلاف ضد امپراتوری سوئد ازجمله روسیه تزاری به خاک این کشور، در جریان جنگ بزرگ شمالی تا سال ۱۷۰۹ میلادی.

در طول شش سال نخست جنگ، امپراتور کارل دوازدهم و ارتشش تقریباً تمام شرکت‌کنندگان در ائتلاف ضد سوئدی را شکست دادند که در ابتدا متشکل از کشورهای مشترک‌المنافع لهستان-لیتوانی، دانمارک-نروژ و روسیه تزاری بود. پس از چند سال، روسیه تحت فرمان تزار پتر یکم تنها طرفی بود که هنوز مبارزه می‌کرد؛ بنابراین کارل دوازدهم تصمیم گرفت در پاییز ۱۷۰۷ به روسیه حمله کند و با یک ارتش بزرگ ۳۰ هزار نفری به سمت مسکو حرکت کرد. با این حال، این کارزار به دلیل شرایط آب و هوایی سخت، تاکتیک‌های زمین سوخته روسیه و حملات غافلگیرانه‌ای که چارلز دوازدهم را مجبور کرد لشکرکشی خود به سوی مسکو را قطع کند و به سمت جنوب برای پیوستن به ایوان مازپا حرکت کند، پیچیده شد.

## نبرد

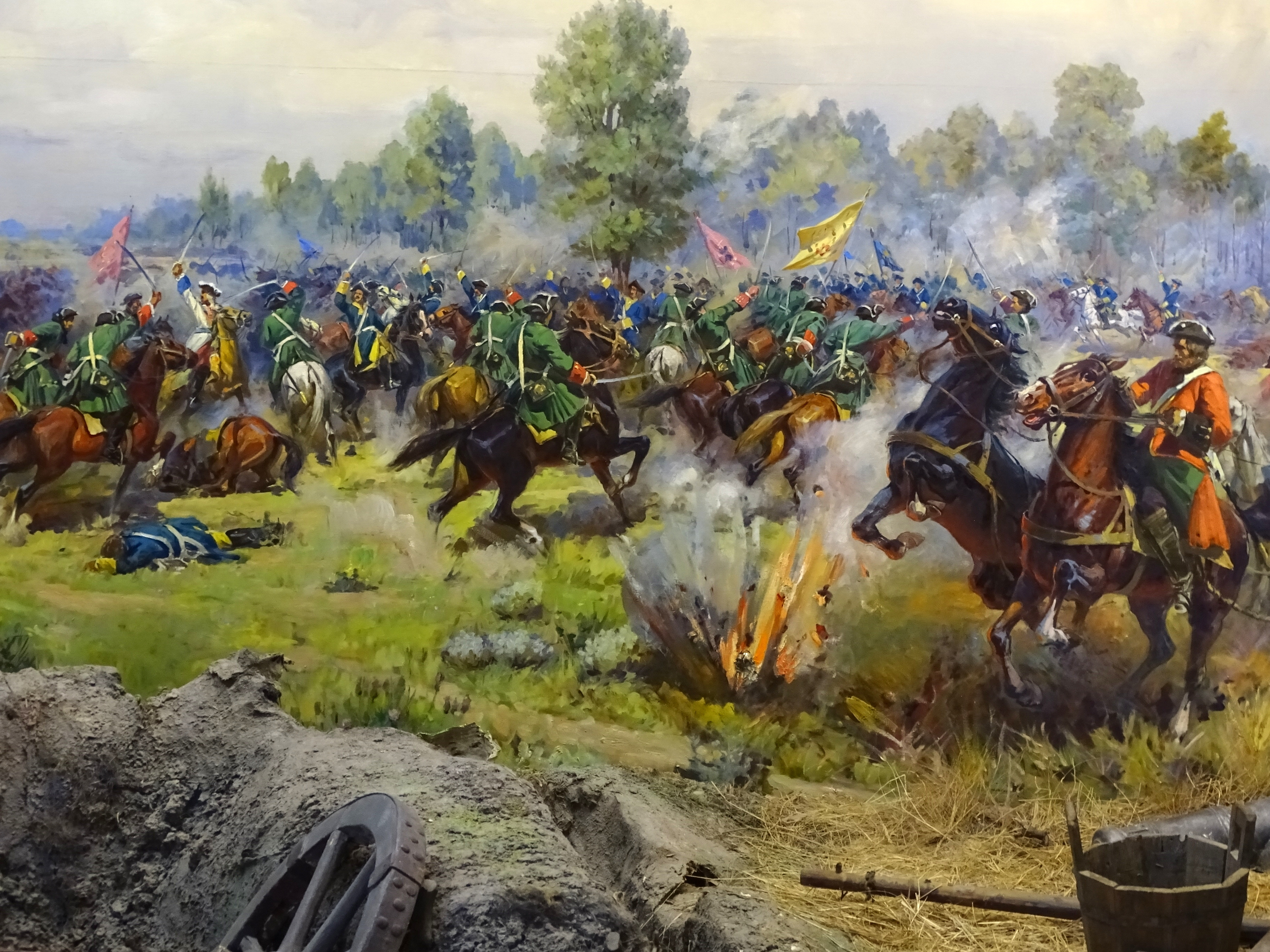
نگاره‌ای از نبرد سواره‌نظام‌ها در پولتاوا

پس از یخبندان بسیار شدید سال‌های ۱۷۰۸ و ۱۷۰۹، ارتش تضعیف شدهٔ سوئد که نیمی از قوایش را از دست داده بود، عملیات خود را در بهار ۱۷۰۹ از سر گرفت و قلعهٔ پولتاوا، یک مرکز تجاری مهم و انبار نظامی در منطقهٔ ورسکلا (در اوکراین امروزی) را محاصره کرد. در همین زمان، یک ارتش بزرگ‌تر روسی با ۷۵ تا ۸۰ هزار سرباز و ۸۰ عراده توپ به فرماندهی شخص تزار پتر یکم، برای رفع محاصره به سوی پولتاوا پیشروی کرد. پیش از نبرد، زمانی که کارل برای سنجیدن آرایش دشمن رفته بود، تیری به پای او اصابت کرد و او را به شدت مجروح کرد. سرانجام دو ارتش در آنجا با هم درگیر شدند و پس از جنگی خونین، سوئدی‌ها به دلیل کمبود قوا و تجهیزات شکست خوردند و از میدان نبرد گریختند. کارل و مازپا با ۱۵۰۰ مرد به سمت جنوب و رودخانه دنیپر عقب‌نشینی کردند. آنها از آن عبور کردند و به این ترتیب توانستند از دست روس‌ها بگریزند و به امپراتوری عثمانی پناه ببرند. باقی ارتش سوئد در ۱۱ ژوئیه ۱۷۰۹ در روستای پره‌ولوچنا ناچار به تسلیم در مقابل روس‌ها شدند.

## عواقب
پتر در سال ۱۷۱۳ به روشی برق‌آسا، بسیاری از سواحل بالتیک، استونی و لیتوانی را تسخیر کرد. او سپس به فنلاند حمله کرد. کارل دوازدهم هم دیگر نتوانست قدرت بگیرد و سرانجام در ۱۱ دسامبر ۱۷۱۸ میلادی در جریان نبردی مشهور به محاصره فردریکستن کشته شد. پتر از این فرصت استفاده کرد و جنوب سوئد را کاملاً غارت کرد. سوئد وادار به امضای پیمان نیستاد در ۱۰ سپتامبر [سبک قدیمی: ۳۰ اوت] ۱۷۲۱ شد؛ پیمانی که به ۲۱ سال جنگ بزرگ شمالی پایان داد.

## ارزیابی
نبرد پولتاوا و همچنین ائتلاف متعاقب آن، با پیروزی قاطع پیتر یکم به پایان رسید و به بزرگ‌ترین فاجعهٔ نظامی در تاریخ سوئد تبدیل شد. این پیروزی نقطهٔ عطفی در ادامه جنگ بزرگ شمالی به نفع ائتلاف ضد سوئد بود که در نتیجهٔ آن دوباره احیا شد و با قدرتی دوباره، به امپراتوری آسیب‌دیدهٔ سوئد در چندین جبهه حمله کرد. نبرد پولتاوا پایان دوران سوئد به عنوان یک قدرت مسلط در منطقه بالتیک و اروپای شرقی را نشان داد؛ موقعیتی که پس از آن، توسط امپراتوری روسیه غصب شد. این نبرد در تاریخ سوئد و همچنین تاریخ روسیه و اوکراین از اهمیت حیاتی برخوردار است.